# Храм Успения Божией Матери и Великомученика Никиты (Курск)
Храм Успе́ния Бо́жией Ма́тери и Великому́ченика Ники́ты (Успе́нско-Ники́тская це́рковь, Ники́тская церковь, Ники́ты Му́ченика церковь, Успе́нская церковь) — православный храм в Центральном округе города Курска, располагающийся около северо-западного угла пересечения улиц Карла Маркса (ранее Шоссейная) и Красный Октябрь (ранее Кладбищенская) на Никитском кладбище. Памятник архитектуры местного значения.

## История
Храм возведён  в 1846 году по типовому проекту К. А. Тона в русско-византийском стиле на Московском кладбище на месте более ранней деревянной церкви, построенной в 1788 году и сгоревшей в 1846 году. Однако ещё с 1632 года упоминается храм Успения Пресвятой богородицы да в приделе великомученика Никиты в Пушкарской слободе, точное расположение которого не известно, а престолы его переносились в новые храмы-преемники. В 1902 году епархиальный архитектор В. Г. Слесарев разработал проект пристройки северного и южного приделов, однако к 1914 году этот проект был осуществлён лишь наполовину: произведена пристройка только южного придела (1906 год).
В 1939 году храм был закрыт, а купола и кресты с него сняты, в нём размещён склад. Вновь открыт в конце 1941 года и с того времени не закрывался.

## Архитектура и убранство храма
Кирпичный, одноглавый храм с колокольней, основной объём которого составляет бесстолпный храм типа восьмерик на четверике с большой луковичной главой. Небольших размеров трапезная соединяет храм с трёхъярусной шатровой колокольней. С восточной стороны к церкви примыкают две полукруглые апсиды, с западной - прямоугольный притвор. Входы в храм с запада и юга в виде крутых папертей. Сохранился четырёхрядный иконостас с масляной росписью по трафарету начала XX века.

## Интересные факты
- В селе Тазово Золотухинского района Курской области находится подобный Успенско-Никитскому храму города Курска храм иконы Божией Матери «Знамение», построенный по тому же типовому проекту К. А. Тона, но с двумя приделами[3].